# 임정봉
임정봉(중국어 정체자: 林正峰, 병음: Lín Zhèngfēng 린정펑[*], Niklas Lam Ching Fung, 1994년 8월 5일 ~ )은 홍콩의 배우, 진행자, 오피니언 리더이다.